# Johannes Reimers
Johannes („Hannes“) Heinrich Reimers (auch Johann Reimers; * 5. April 1885 in Wittmund, Ostfriesland; † 4. Mai 1947 in Wilhelmshaven) war ein deutscher Politiker (KPD). Er war Mitglied des Oldenburgischen Landtag.

## Leben
Reimers, Sohn eines Maurers, erlernte selbst den Beruf des Maurers. Er arbeitete in diesem Beruf in Rüstringen. Von 1923 bis 1925 war er für die KPD Abgeordneter im Oldenburgischen Landtag. Neben Johann Eilts galt Reimers als führender Kopf der KPD in Rüstringen. Sein Rüstringer Haus in der Schmiftstraße 6 wurde 1923 und 1924 mehrfach von der Polizei durchsucht. Reimers stand in Verdacht, ein illegales Waffenlager angelegt zu haben. Die Durchsuchungen brachten jedoch keinerlei Beweise.
Die Rüstinger Polizei beobachtete im Januar 1930, dass in der Ortsgruppe der KPD offenbar Richtungskämpfe zwischen der gemäßigten Gruppe um Eilts und einer radikaleren Gruppe um Reimers ausgebrochen waren. Dabei konnte sich anscheinend die radikalere Gruppe um Reimers durchsetzen.
Ab 1931 war Reimers beim Gartenamt der Stadt Rüstringen beschäftigt. Er leitete bis 1933 die KPD-Kindergruppe „Rote Jungpioniere“ und war führend in der Roten Hilfe aktiv. Nach der „Machtergreifung“ der Nationalsozialisten 1933 wurde er aus dem städtischen Dienst entlassen. 1935/36 war er wieder als Maurer tätig. Von Oktober 1939 bis Juni 1942 war er Arbeiter auf der Kriegsmarinewerft in Wilhelmshaven, dann invalidisiert.
Nach Kriegsende 1945 war er als Maurer bei der Stadt Wilhelmshaven tätig. Reimers schloss sich wieder der KPD an, ohne jedoch in der Partei maßgebliche Funktionen zu übernehmen.